# Namedaruma
 (octobre 2022).
La mise en forme du texte ne suit pas les recommandations de Wikipédia : il faut le « wikifier ».
Les points d'amélioration suivants sont les cas les plus fréquents. Le détail des points à revoir est peut-être précisé sur la page de discussion.
- Les titres sont pré-formatés par le logiciel. Ils ne sont ni en capitales, ni en gras.
- Le texte ne doit pas être écrit en capitales (les noms de famille non plus), ni en gras, ni en italique, ni en « petit »…
- Le gras n'est utilisé que pour surligner le titre de l'article dans l'introduction, une seule fois.
- L'italique est rarement utilisé : mots en langue étrangère, titres d'œuvres, noms de bateaux, etc.
- Les citations ne sont pas en italique mais en corps de texte normal. Elles sont entourées par des guillemets français : « et ».
- Les listes à puces sont à éviter, des paragraphes rédigés étant largement préférés. Les tableaux sont à réserver à la présentation de données structurées (résultats, etc.).
- Les appels de note de bas de page (petits chiffres en exposant, introduits par l'outil «  Source ») sont à placer entre la fin de phrase et le point final[comme ça].
- Les liens internes (vers d'autres articles de Wikipédia) sont à choisir avec parcimonie. Créez des liens vers des articles approfondissant le sujet. Les termes génériques sans rapport avec le sujet sont à éviter, ainsi que les répétitions de liens vers un même terme.
- Les liens externes sont à placer uniquement dans une section « Liens externes », à la fin de l'article. Ces liens sont à choisir avec parcimonie suivant les règles définies. Si un lien sert de source à l'article, son insertion dans le texte est à faire par les notes de bas de page.
- La présentation des références doit suivre les conventions bibliographiques. Il est recommandé d'utiliser les modèles {{Ouvrage}}, {{Chapitre}}, {{Article}}, {{Lien web}} et/ou {{Bibliographie}}. Le mode d'édition visuel peut mettre en forme automatiquement les références.
- Insérer une infobox (cadre d'informations à droite) n'est pas obligatoire pour parachever la mise en page.

Pour une aide détaillée, merci de consulter Aide:Wikification.
Si vous pensez que ces points ont été résolus, vous pouvez retirer ce bandeau et améliorer la mise en forme d'un autre article.
 (octobre 2022).
Namedaruma (舐達麻) est un groupe de hip-hop japonais originaire de la préfecture de Saitama. Le groupe est composé de trois membres : BADSAIKUSH, G-PLANTS et DELTA9KID.

## Biographie
À l'origine, le groupe était nommé « 49 ». Il était composé de G-PLANTS, de D BUBBLES, de BADSAIKUSH, de DELTA9KID et de 104.
Le 3 juin 2009, alors que BADSAIKUSH, DELTA9KID et 104 s'échappaient de la police en voiture dans la ville de Fukaya après avoir cambriolé un coffre-fort, la voiture dans laquelle se trouvaient les trois membres s'écrase contre un mur. 104 qui n'avait pas attaché ses ceintures de sécurité meurt alors de l'accident. BADSAIKUSH s'évanouit et se fait arrêter après avoir tenté de s'échapper. DELTA9KID, quant à lui a réussi à fuir mais s'est rendu à la police plus tard.
En 2010, BADSAIKUSH a été libéré de l'établissement pénitentiaire pour mineurs.
De mars 2011 à 2013, jusqu'à que DELTA9KID se fait libérer de la prison, le groupe « Namedaruma's ». était composé de D BUBBLES, de BADSAIKUSH et de G-PLANTS.
En 2013, DELTA9KID a été libéré de la prison pour mineurs. À cette occasion, le groupe change de nom et devient « Namedaruma ».
En 2018, D BUBBLES, BADSAIKUSH et DELTA9KID se font arrêter pour avoir possédé du cannabis. Seul D BUBBLES a été condamné.
Le 14 avril 2021, G-PLANTS et DELTA9KID se font arrêter par le Département de la Police Métropolitaine de Tokyo soupçonnés d'avoir possédé du cannabis.
Le 6 mai 2021, DELTA9KID est relaxé.
Le 26 mai 2021, G-PLANTS est relaxé.
Le 4 octobre 2022, BADSAIKUSH et G-PLANTS se font arrêter par la police préfectorale de Shizuoka pour possession de cannabis.

## Membres du groupe
- Sai a.k.a BADSAIKUSH (29 mars 1990 - )

Son vrai nom est Yuuta Hosoya. Il est né dans la ville de Fukaya (Saitama).
BADSAIKUSH possédait une voiture depuis qu'il été au collège et roulait quotidiennement avec DELTA9KID.
Il a affirmé avoir utilisé des drogues stimulantes pendant plusieurs années à partir de l'âge de 20 ans. À cette époque, son avant-bras gauche était marqué par de nombreuses traces d'injection.
À force de consommer des drogues stimulantes, BADSAIKUSH a perdu l'ouïe de son oreille droite.
Au début de la formation du groupe, BADSAIKUSH était actif sous le nom de Sai, qui correspond en japonais au dé et à la boîte à offrandes du temple japonais.
BADSAIKUSH décide essentiellement de la direction des chansons en tant que leader du groupe.
Connu pour être un amoureux des chats, il possède 4 korats.
- G-PLANTS

Son vrai nom est Honda Hayato,. Il est né dans la ville de Kumagaya (Saitama).
Le nom « G-Plants » vient de la combinaison de G, initial du Gangster, et de Plants, qui signifie en anglais végétaux et usines. Il est surnommé « Hon-tyan » par les autres membres du groupe.
En octobre 2018, il a déclaré : « Mon grand-père et ma grand-mère de Nagasaki sont stricts, donc ils vont pleurer si je me fais tatouer ». Cependant, plus tard, G-PLANTS s'est fait tatouer sur tout son corps.
- DELTA9KID

Son vrai nom est Daisuke Hiroi. Il est né dans la ville de Fukaya (Saitama).
Le nom « DELTA9KID » vient de la composition de DELTA 9, qui correspond au delta-9-tétrahydrocannabinol, le composant principal du cannabis, et de KID, qui signifie en anglais « petit mec cool ».

### Ancien membre
- D BUBBLES

En 2018, D BUBBLES a été condamné après s'être fait arrêter pour possession de cannabis. Mais il a disparu après sa libération.

## Discographie

### Albums
| N° | Date de sortie  | Nom de l'album                            |
| -- | --------------- | ----------------------------------------- |
| 1  | mars 2011       | Daruma San Ga Korondaダルマサンガコロンダ |
| 2  | 1 août 2012     | R17 JOINT LIKE A BULL SHIT                |
| 3  | 3 décembre 2015 | NORTHERNBLUE1.0.4.                        |
| 4  | 15 août 2018    | Limitercut3                               |
| 5  | 31 août 2019    | GODBREATH BUDDHACESS                      |